# ساعت شنی (مجموعه تلویزیونی کره جنوبی)
ساعت شنی (کره‌ای: 모래시계) یک مجموعه تلویزیونی محصول کره جنوبی در سال ۱۹۹۵ است. این مجموعه یکی از پربیننده‌ترین درام‌های کره‌ای تاریخ به‌شمار می‌رود. این مجموعه به نویسندگی سونگ جی نا است و در سال ۱۹۹۵ از اس‌بی‌اس برای ۲۴ قسمت پخش شد.
ساعت شنی در دهه‌های ۱۹۷۰ و ۱۹۸۰ کره جنوبی واقع شده‌است و داستان رابطه غم‌انگیز بین سه دوست تحت تأثیر ظلم سیاسی و نظامی در این دوران را روایت می‌کند. قسمت آخر آن به آمار بینندگان ۶۴٫۵٪ رسید. بازسازی قیام گوانگجو (ترکیب شده با تصاویر و ویدئوهای آرشیوی) در این مجموعه، یکی از واقعی‌ترین و به یادماندنی‌ترین سکانس‌ها در تاریخ تلویزیون کره جنوبی نامیده شده‌است.